# Binago
Binago é uma comuna italiana da região da Lombardia, província de Como, com cerca de 4.249 habitantes. Estende-se por uma área de 6 km², tendo uma densidade populacional de 708 hab/km². Faz fronteira com Beregazzo con Figliaro, Castelnuovo Bozzente, Malnate (VA), Solbiate, Vedano Olona (VA), Venegono Inferiore (VA), Venegono Superiore (VA).

## Demografia
| Variação demográfica do município entre 1861 e 2011                               |
|                                                                                   |
| Fonte: Istituto Nazionale di Statistica (ISTAT) - Elaboração gráfica da Wikipedia |